# أكسل بيترسن
خطأ لوا في mw.text.lua على السطر 25: bad argument #1 to 'match' (string expected, got nil).
أكسل بيترسن (بالدنماركية: Axel Petersen)‏ (10 ديسمبر 1887 في الدنمارك - 20 ديسمبر 1968 في الدنمارك) هو لاعب كرة قدم دانمركي في مركز الهجوم، شارك في الألعاب الأولمبية الصيفية 1912. وشارك مع منتخب الدنمارك لكرة القدم. أما مع النوادي، فقد لعب مع بولدكلوبن فرم.

## وصلات خارجية
- أكسل بيترسن على موقع ناشيونال فوتبول تيمز (الإنجليزية)
- أكسل بيترسن على موقع اللجنة الأولمبية الدولية (الإنجليزية)
- أكسل بيترسن على موقع أوليمبيديا (الإنجليزية)